# Ferdinand Vasserot
Ferdinand Vasserot (Parigi, 2 marzo 1881 – Lizy-sur-Ourcq, 7 febbraio 1963) è stato un pistard francese.

## Carriera
Partecipò ai Giochi della II Olimpiade di Parigi nella gara di velocità e nella gara a punti. Nella prima gara fu eliminato in semifinale mentre nella gara a punti, ritenuta non ufficiale dal CIO, arrivò settimo.
Oltre ai Giochi, Vasserot disputò il Grand Prix de Paris del 1900, dove arrivò secondo, e il campionato mondiale di velocità per dilettanti del 1900, dove raggiunse la terza posizione.

## Piazzamenti

### Competizioni mondiali
- Giochi olimpici

Parigi 1900 - Gara a punti: 7º
Parigi 1900 - Velocità: semifinale
- Campionati del mondo

Parigi 1900 - Velocità Dilettanti: 3º